# Kvinnan i sjön (roman)
Kvinnan i sjön (engelska: The Lady in the Lake) är en hårdkokt deckarroman av den amerikanska författaren Raymond Chandler. Den publicerades 1943 på originalspråk och översattes av Mårten Edlund för Bonniers 1947. 
Kvinnan i sjön är den fjärde romanen om privatdetektiven Philip Marlowe och utspelar sig i Los Angeles med omgivning. Den filmatiserades 1947 av och med Robert Montgomery.

## Handling
En välbärgad affärsman, Derace Kingsley, anlitar Marlowe för att hitta sin hustru Crystal. Senaste livstecknet var ett telegram från El Paso där hon uttryckte önskemål om skilsmässa och att hon avsåg gifta sig med sin älskare Chris Lavery. När Marlowe besöker Lavery i hans villa i Bay City (ett fiktivt Santa Monica) förnekar denna att han träffat Crystal Kingsley den senaste tiden. Marlowe beger sig då till paret Kingsleys stuga i bergen vid Little Fawn Lake där hustrun uppgetts tillbringat tid före försvinnandet. 